# Osso

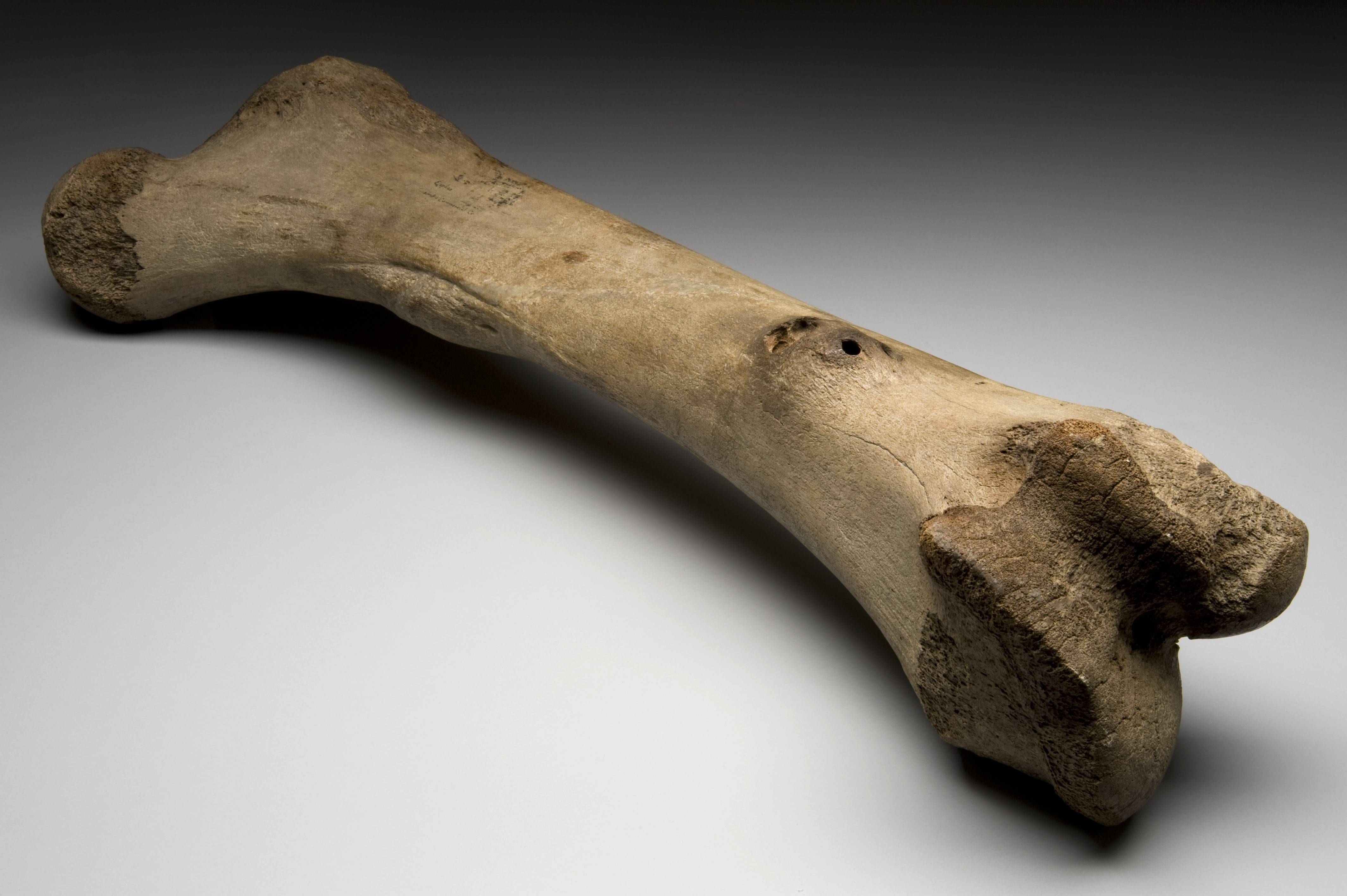
Um osso de um animal da era glacial.

O osso (do latim ossu) é cada uma das peças formadas por tecido rígido que compõe os esqueletos dos vertebrados. O conjunto dos ossos de um animal é o esqueleto, que sustenta o corpo e serve de apoio para os músculos, permitindo, assim, o movimento, principalmente pelo princípio da alavanca. Certos conjuntos de ossos protegem alguns órgãos internos, como o crânio, que protege o cérebro.
Nem todos os animais vertebrados possuem ossos em seu esqueleto (não confundir com invertebrados)ː por exemplo, o tubarão possui esqueleto exclusivamente cartilaginoso.
Os ossos também possuem relação com o metabolismo do cálcio, e a medula óssea está relacionada com a formação das células do sangue. O estudo dos ossos chama-se osteologia. O esqueleto humano adulto tem normalmente 206 ossos com sua identificação própria, mais um número variável de ossos sesamoides (pequenos ossos de diversas partes do corpo – o nome faz alusão à semente de sésamo, pela semelhança no formato).

## Formação
A formação dos ossos é chamada osteogênese ou ossificação (também chamado mineralização óssea na remodelação óssea). O processo é realizado por células chamadas osteoblastos. Existem dois processos de osteogênese: ossificação intramembranosa e ossificação endocondral. Ambos começam com a transformação de uma rede trabecular de tecido ósseo primário (também chamada de esponjosa primária) em tecido ósseo maduro. No entanto, a ossificação intramembranosa dos ossos consiste na transformação de um molde mesenquimal em tecido ósseo. Já a ossificação endocondral forma-se na substituição de um molde preexistente de cartilagem hialina em tecido ósseo.

## Funções dos ossos
- Proteção: protege órgãos internos, tais como cérebro e órgãos torácicos;[carece de fontes?]
- Apoio para músculos, como se fosse uma moldura para manter a sustentação do corpo;
- Produção sanguínea através da medula óssea que está na cavidade óssea, através do processo chamado hematopoiese;
- Reserva de minerais, principalmente cálcio e fósforo;
- Funcionamento, conjuntamente com articulações, dos músculos esqueléticos e tendões, para permitir o movimento do animal;
- Mantém o equilíbrio ácido-base, funcionando como tampão, absorvendo sais alcalinos.

## Estrutura óssea
O osso é formado por matriz óssea e por três tipos de células:
- os osteócitos, que se situam dentro da matriz óssea;
- os osteoblastos, que produzem a parte orgânica da matriz;
- os osteoclastos, que participam da remodelação óssea.

### Osteócitos
Os osteócitos estão dentro da matriz óssea; há comunicação entre os osteócitos, por onde passam pequenos íons; essa característica é essencial para a manutenção da matriz. Quando esta célula morre há reabsorção pela matriz.

### Osteoblastos
Os osteoblastos são responsáveis pela produção da parte orgânica da matriz, ou seja, colágeno tipo I, proteoglicanas e glicoproteínas. Concentram fosfato de cálcio e participam da mineralização óssea. Na formação da matriz, ao redor do osteoblasto e quando não está calcificada ainda, chama-se osteoide. Cabe aqui salientar que diversos hormônios e outros sinalizadores estão intrinsecamente relacionados com a atividade dos osteoblastos.

### Osteoclastos
Osteoclastos são células gigantes, intensamente ramificadas. Elas secretam para dentro da matriz óssea íons de hidrogênio, colagenases e hidrolases, digerindo a matriz óssea e dissolvendo os cristais de sais de cálcio. A atividade desta célula é comandada pela calcitonina e paratormônio.

### Matriz óssea
É uma substância do tecido ósseo onde encontramos lacunas que alojam os osteócitos; ela é constituída por uma parte inorgânica e outra parte orgânica. A parte inorgânica é principalmente constituída por íons de cálcio e fosfato, mas podemos também encontrar íons de potássio, magnésio, citrato, sódio e bicarbonato. O cálcio e o fosfato formam cristais que estudos de difração de raios-x mostram ter uma estrutura de hidroxiapatita. A parte orgânica da matriz é constituída por grande quantidade de fibras colágenas de tipo I (95%) e uma pequena quantidade de glicoproteínas e proteoglicanas. A dureza e a resistência do osso deve-se a associação das fibras colágenas de tipo I com hidroxiapatita.

### Forma dos ossos
Quanto à forma, os ossos podem ser longos, curtos e chatos. Os ossos longos apresentam o comprimento maior que a largura e a espessura. Exemplos: o fêmur (o ossos da coxa), o úmero (o osso do braço) e a tíbia (um dos ossos da perna). Os ossos curtos apresentam comprimento, largura e espessura quase iguais. Exemplos: a patela, antigamente conhecida como "rótula" (osso do joelho), os ossos do carpo (alguns dos ossos da mão) e do tarso (alguns dos ossos do pé). Os ossos chatos são relativamente finos e achatados. Exemplos: a escápula, osso situado na região do ombro, as costelas e no crânio.

## Doenças dos ossos
Os ossos, ou o próprio esqueleto humano, podem apresentar diversas patologias e estão suscetíveis a lesões. As mais comuns são os traumas físicos e as doenças degenerativas como escoliose, lordose, cifose, ou a perda de minerais conhecida como osteoporose. O câncer ósseo é menos comum, sendo seus tipos mais frequentes o osteossarcoma, o tumor de Ewing, o fibrossarcoma e o condrossarcoma. A diminuição de massa óssea é chamada de osteopenia e caracteriza-se pela diminuição de sais de cálcio e fosfato nos ossos.

## Tipos de ossos
Em relação à forma, existem três tipos principais de ossos:
1. Ossos longos - Apresentam comprimento maior que largura e espessura, são tubulares (ou seja, apresentam um canal no centro, normalmente preenchido por medula óssea) e apresentam extremidades dilatadas. São representados, principalmente, por ossos dos membros, como o fêmur, o úmero, a tíbia, o rádio e a ulna (antigamente conhecida como "cúbito"[9]);
2. Ossos planos, laminares ou chatos - Apresentam comprimento e largura semelhantes e maiores que a espessura. Geralmente têm função protetora. São representados pela escápula, osso do quadril e alguns ossos do crânio, como o frontal, occipital e parietal;
3. Ossos curtos - Apresentam forma cuboide, ou seja, possuem as três dimensões semelhantes e só são representados pelos ossos carpais e tarsais.

- Ossos sesamoides - São ossos que se desenvolvem dentro de tendões. O principal exemplo é a patela. Os demais ossos sesamoides são supranumerários.
- Ossos supranumerários - São ossos que excedem a condição de normalidade, ou seja, ossos em excesso no corpo humano.
- Ossos irregulares - Não apresentam relação entre suas dimensões, diferindo de ossos longos, curtos e planos. São representados pelas vértebras no corpo humano.

## Terminologia
Muitos termos são usados para referência a estruturas e componentes dos ossos ao longo do corpo:
| Estrutura óssea    | Definição                                                                        |
| Processo articular | Uma projeção que faz contato com um osso adjacente.                              |
| Articulação        | Uma região onde ossos adjacentes se conectam - uma junta.                        |
| Canal              | Um longo forame em forma de túnel, usualmente a passagem para nervos linfáticos. |
| Côndilo            | Um grande e redondo processo articular.                                          |
| Crista             | Uma linha proeminente.                                                           |
| Eminência          | Uma pequena projeção.                                                            |
| Epicôndilo         | Uma projeção perto de um côndilo, mas que não faz parte da junta.                |
| Faceta             | Uma pequena e plana superfície articular.                                        |
| Forame             | Uma abertura através do osso.                                                    |
| Fossa              | Uma depressão larga e rasa.                                                      |
| Fóvea              | Uma pequena fossa na cabeça de um osso.                                          |
| Linha              | Uma projeção longa e fina normalmente com uma superfície áspera.                 |
| Maléolo            | Uma das duas específicas protuberâncias de ossos no calcanhar.                   |
| Meato              | Um pequeno canal.                                                                |
| Processo           | Uma projeção relativamente grande. (também usado como termo genérico)            |
| Ramo               | Uma processo em forma de braço que se distancia do corpo de um osso.             |
| Sino               | Uma cavidade dentro de um osso craniano.                                         |
| Espinha            | Uma projeção relativamente longa e fina.                                         |
| Sutura             | Articulação entre ossos cranianos.                                               |
| Trocanter          | Uma das duas tuberosidades especificas localizadas no fêmur.                     |
| Tubérculo          | Uma projeção com uma superfície áspera, geralmente menor que uma tuberosidade.   |
| Tuberosidade       | Uma projeção com uma superfície áspera.                                          |

Diversos termos são utilizados para estruturas especificas de ossos longos:
| Estrutura óssea  | Definição |
| Diáfise          | A principal parte do corpo de um osso longo é longa e relativamente reta; região de ossificação primária. Também conhecida como corpo                                                                      |
| Epífise          | A região terminal de um osso longo; região de ossificação secundária. |
| Linha epifisária | No osso longo é um fino disco de cartilagem hialina que é posicionado transversalmente entre a epífise e a metáfise. Nos ossos longos dos humanos, a linha epifisária desaparece por volta dos vinte anos. |
| Cabeça           | A extremidade articular proximal de um osso. |
| Metáfise         | A região de um osso longo encontrada entre a epífise e a diáfise. |
| Colo             | A região do osso entre a cabeça e o corpo. |